# Seznam nemških pianistov
Seznam nemških pianistov.

## A
- Eugen d'Albert
- Arnulf von Arnim

## B
- Valentina Babor
- Carl Philipp Emanuel Bach
- Wilhelm Backhaus
- Karl Heinrich Barth
- Ludwig van Beethoven
- Carl Bohm (1844–1920)
- Johannes Brahms
- Hans von Bülow
- Johann Friedrich Franz Burgmüller

## C
- Eugen Cicero

## D
- Edward Dannreuther

## E
- Christoph Eschenbach

## F
- Julia Fischer
- Justus Frantz

## G
- Ingrid Fuzjko von Georgii-Hemming
- Walter Gieseking

## H
- Charles Hallé
- Michael Andreas Häringer
- Johann Wilhelm Hässler
- Martin Helmchen
- Adolf von Henselt
- Nicolas Hodges (angleško-nem.)

## J
- Salomon Jadassohn

## K
- Friedrich Kalkbrenner
- Katharina Kegler
- Wilhelm Kempff
- Eva Klemperer
- Alfons Kontarsky
- Aloys Kontarsky
- Karlrobert Kreiten
- Leonid Kreutzer
- Wilhelm Kuhe
- James Kwast

## L
- Igor Levit
- Andreas Loh
- Alexander Lonquich
- Emma Lübbecke-Job

## M
- David Martello
- Fanny Mendelssohn

## N
- Elly Ney
- Gustav Nottebohm

## O
- Alice Sara Ott

## P
- Vladimir de Pachmann
- Johann Peter Pixis
- André Previn
- Menahem Pressler

## R
- Joachim Raff
- Siegfried Rapp
- Max Reger
- Carl Reinecke
- Julius Reubke
- Hermann Reutter
- Martin Roman (jazz)

## S
- Emil von Sauer
- Wolfgang Sawallisch
- Xaver Scharwenka
- Annerose Schmidt
- Artur Schnabel
- Karl Ulrich Schnabel
- Friedrich Schneider
- Johann Abraham Peter Schulz
- Clara Schumann
- Robert Schumann
- Martin Stadtfeld
- Bernhard Stavenhagen
- Johann Franz Xaver Sterkel
- Daniel Streibelt
- Grete Sultan

## V
- Arbo Valdma
- Lars Vogt

## W
- Rudolf Wagner-Régeny
- Bruno Walter
- Michael Wendeberg
- Carolin Widmann

## Z
- Christian Zacharias
- Hermann Zilcher